# Grand-Popo
Grand-Popo és una comuna beninesa pertanyent al departament de Mono.

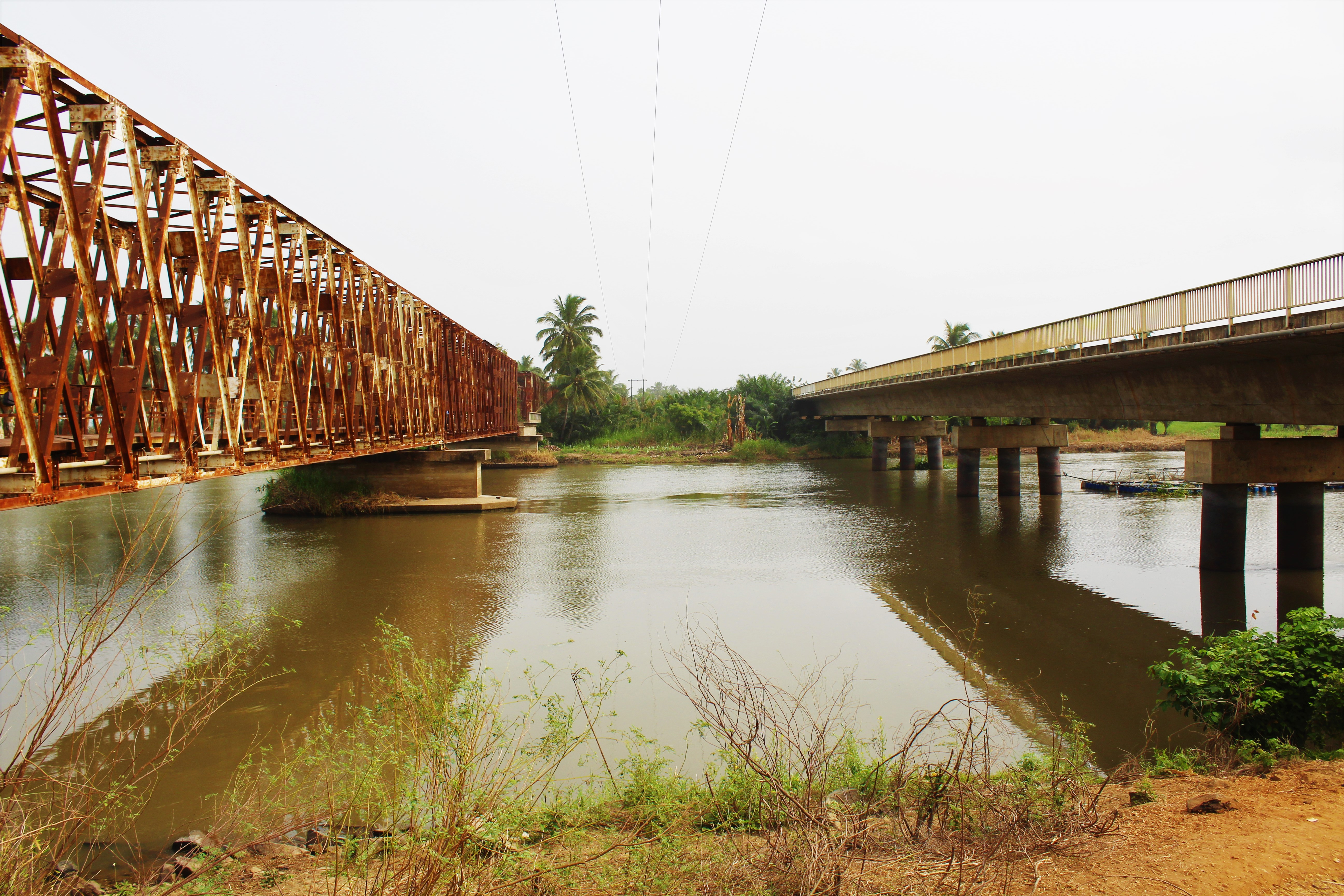
Nou pont prop de l'antic

El 2013 tenia 57 636 habitants, dels quals 11 739 vivien a l'arrondissement de Grand-Popo.
Es troba a la cantonada sud-occidental del país, a la costa de l'oceà Atlàntic i al costat de la frontera amb Togo. És coneguda per allotjar la residència Villa Karo, un espai d'intercanvi cultural entre Finlàndia i Benín.